# Bronskronad timalia
Bronskronad timalia (Schoeniparus dubius) är en asiatisk fågel i familjen marktimalior inom ordningen tättingar.

## Utseende
Bronskronad timalia är en rätt liten (14-15 cm) timalia, brun ovan och beige under. Huvudteckningen är pregnant med roströd panna, vitt ögonbrynsstreck samt en kontrasterande svart linje däremellan. Halssidorna är beigestreckade.

## Utbredning och systematik
Rostkronad alkippa delas upp i fem underarter med följande utbredning:
- Schoeniparus dubius mandellii – södra Assam (söder om Brahmaputra) till västra Myanmar (Chin Hills)
- Schoeniparus dubius genestieri – sydvästra Kina (sydöstra Qinghai, Yunnan och västra Guizhou) till norra Indokina
- Schoeniparus dubius intermedius – östra Myanmar (Kachin och Shan) till södra Kina (Yunnan)
- Schoeniparus dubius dubius – tallskogar i södra Myanmar och angränsande Kina (Yunnan)
- Schoeniparus dubius cui – centrala Vietnam (Berget Ngoc Linh i provinsen Kon Tum)

Tidigare har den behandlats som samma art som brunkronad timalia (S. brunneus), men de förekommer sympatriskt i Kina och skiljer sig åt morfologiskt.

### Släktes- och familjetillhörighet
Länge placerades arterna i Schoeniparus, Lioparus, Fulvetta och Alcippe i ett och samma släkte, Alcippe, men flera genetiska studier Senare genetiska studier visar att de är långt ifrån varandras närmaste släktingar och förs nu istället vanligen till tre olika familjer: Schoeniparus i marktimaliorna, Fulvetta och Lioparus i sylviorna, och Alcippe i fnittertrastarna eller i den egna familjen Alcippeidae.

## Levnadssätt
Bronskronad timalia förekommer i tät undervegetation i öppen lövskog, bland bräkenväxter, björnbär och gräs. Den livnär sig huvudsakligen av insekter, bland annat skalbaggar, men intar även gräsfrön från exempelvis Polygonum och Rhus. Fågeln häckar mellan april och juni i Kina samt mellan februari och juni i Sydostasien. Arten är en stannfågel.

## Status och hot
Arten har ett stort utbredningsområde och en stor population, men tros minska i antal till följd av habitatförstörelse och fragmentering, dock inte tillräckligt kraftigt för att den ska betraktas som hotad. Internationella naturvårdsunionen IUCN kategoriserar därför arten som livskraftig (LC). Världspopulationen har inte uppskattats men den beskrivs som sällsynt i Bhutan, lokalt vanlig i nordöstra Indien, ovanlig i Kina och generellt ganska vanlig till vanlig i Sydostasien.